# Željko Mrvaljević
Željko Mrvaljević (czarn. i serb. Жeљкo Mpвaљeвић, ur. 8 kwietnia 1981 w Barze) – czarnogórski piłkarz serbskiego pochodzenia występujący na pozycji obrońcy.

## Kariera klubowa
Grę w piłkę nożną rozpoczął w rodzinnej miejscowości Bar w zespole FK Mornar Bar. W 1997 roku przeszedł do FK Budućnost Podgorica, gdzie przez 4 lata rozegrał 21 meczów na poziomie serbsko-czarnogórskiej Prvej Ligi. Po spadku klubu do Drugiej Ligi w sezonie 2000/2001, był graczem występujących na tym samym poziomie rozgrywkowym FK Beograd oraz FK Bokelj. W połowie 2002 roku podpisał kontrakt z Widzewem Łódź, prowadzonym przez Franciszka Smudę. 3 listopada 2002 zaliczył jedyny występ w I lidze w meczu przeciwko Pogoni Szczecin (1:1), w którym wszedł na boisko w 23. minucie za Darciego. Rundę wiosenną sezonu 2002/03 spędził on w zespole czwartoligowych rezerw.
W 2003 roku powrócił na Czarnogórę, gdzie występował w drugoligowych FK Mogren i FK Mornar Bar. W międzyczasie odbył testy w Wiśle Płock, Amice Wronki, ŁKS Łódź oraz Pelikanie Łowicz. W marcu 2004 roku został graczem Kujawiaka Włocławek, z którym trzy miesiące później awansował do II ligi. W przerwie zimowej sezonu 2005/06 pierwsza drużyna przeniosła się do Bydgoszczy i zmieniła nazwę na Zawisza Bydgoszcz SA. Mrvaljević rozegrał dla tego klubu na poziomie II ligi 33 ligowe spotkania i zdobył 2 bramki. Na początku lutego 2007 roku, w związku z aferą korupcyjną, zespół został rozwiązany i wycofany z rozgrywek. Mrvaljević miesiąc po tym przeniósł się do Unii Janikowo, z którą na koniec sezonu 2006/07 zajął 16. miejsce w tabeli. Po przegranym barażu z Wartą Poznań spadł z Unią do III ligi. Wkrótce po tym otrzymał ofertę z Lechii Gdańsk, którą zdecydował się odrzucić. Jesienią 2007 roku doznał poważnej kontuzji kręgosłupa. Z powodu przedłużającej się rekonwalescencji trener Zbigniew Kieżun nakazał mu szukać nowego pracodawcy.
Przed sezonem 2008/09, po wyleczeniu urazu, Mrvaljević został zawodnikiem OFK Petrovac. W barwach tego zespołu zadebiutował w 1. CFL oraz wywalczył Puchar Czarnogóry po zwycięstwie w finale 1:0 nad FK Lovćen. Po zakończeniu rozgrywek przeszedł do albańskiego klubu KF Vllaznia. 23 sierpnia 2009 rozegrał pierwsze spotkanie w Kategoria Superiore w przegranym 0:2 meczu z KS Besa, ogółem w sezonie 2008/09 zaliczył w 22 występy i strzelił 2 gole. Od marca 2011 roku grał w czarnogórskiej ekstraklasie jako zawodnik FK Mornar Bar (2011), OFK Petrovac (2011–2014) oraz ponownie FK Mornar Bar (2014–2015). W 2015 roku, po spadku jego macierzystego klubu do Drugiej Ligi, zakończył karierę zawodniczą.

## Kariera trenerska
Latem 2015 roku rozpoczął pracę jako asystent trenera Rudolfa Marčicia w FK Mornar Bar. W maju 2017 roku przenieśli się oni do OFK Petrovac.

## Sukcesy
OFK Petrovac
- Puchar Czarnogóry: 2008/09